# Maxim Leonidowitsch Trankow
Maxim Leonidowitsch Trankow (russisch Максим Леонидович Траньков, * 7. Oktober 1983 in Perm, Russische SFSR, Sowjetunion) ist ein russischer Eiskunstläufer, der im Paarlauf startet. Er ist der Europameister von 2012–2014, der Weltmeister von 2013 und der Olympiasieger von 2014.

## Biografie
Trankow begann im Alter von acht Jahren mit dem Eiskunstlaufen. Mit 15 Jahren zog er von Perm nach Sankt Petersburg, um eine neue Partnerin zu finden. Zunächst fand er diese in der späteren Juniorenweltmeisterin Natalja Schestakowa (mit Pawel Lebedew).
Nach der Saison 2002/03 fand ein Partnertausch statt. Trankow lief nun mit Marija Muchortowa und Schestakowa mit Lebedew. Schon im darauf folgenden Jahr gewannen Muchortowa/Trankow die Bronzemedaille bei den Juniorenweltmeisterschaften und wurden 2005 Juniorenweltmeister.
Nach dieser Saison wechselten sie den Trainer und gingen von Nikolai Welikow zu Tamara Moskwina. Schon im August desselben Jahres wechselten sie nach einem Streit mit Moskwina den Trainer und trainierten fortan bei deren Assistenten und Doppelolympiasieger Artur Dmitrijew (1992 mit Natalja Mischkutjonok & 1998 mit Oxana Kasakowa), bevor sie im Dezember 2006 zu Oleg Wassiljew (Olympiasieger mit Partnerin Jelena Walowa) gingen. Muchortowa und Trankow starten für St. Petersburg Skating School, St. Petersburg.
Bei den russischen Meisterschaften 2006 wurde das Paar Dritter, durfte aber nicht an internationalen Meisterschaften teilnehmen, da das russische Top-Paar, die amtierenden Weltmeister Tatjana Totmjanina und Maxim Marinin verletzungsbedingt nicht teilnehmen konnte. Erst nach deren Olympiasieg und dem folgenden Rücktritt besetzen Muchortowa/Trankow den dritten russischen Startplatz bei den Weltmeisterschaften, wo sie den 12. Rang belegten.
2007 wurden Muchortowa/Trankow erstmals russischen Meister, konnten jedoch aufgrund einer Verletzung Muchortowas nicht an den Europameisterschaften teilnehmen. Bei den Weltmeisterschaften verbesserten sie sich im Vergleich zum Vorjahr um einen Platz und wurden 11.
In der darauffolgenden Saison wurden sie bei den russischen Meisterschaften von Juko Kawaguti und Alexander Smirnow besiegt, gewannen jedoch bei den Europameisterschaften die Silbermedaille hinter den Deutschen Aljona Savchenko/Robin Szolkowy und vor ihren Landsleuten Kawaguti / Smirnow. Bei den Weltmeisterschaften belegten Muchortowa und Trankow den 7. Rang, wobei sie ihre Kür unterbrechen mussten, da Maxim Trankow aufgrund eines zu engen Kostümärmels Probleme mit der Blutzirkulation in seinem rechten Arm hatte.
Bei Skate America, dem Auftakt der Saison 2008/09, führten Muchortowa und Trankow nach einem fehlerfreien Kurzprogramm überraschend auch vor den deutschen Weltmeistern Savchenko / Szolkowy. Nach einer verpatzten Kür mit drei Stürzen wurden sie am Ende jedoch lediglich Dritte. Bei der einige Wochen später stattfindenden Trophée Eric Bompard in Paris belegten sie den zweiten Rang.

### Eislaufpartnerschaft mit Tatjana Wolossoschar
Seit der Saison 2010/11 tritt Trankow an der Seite von Tatjana Wolossoschar an.
Wolossoschar und Trankow wurden im Dezember 2010 auf Anhieb russische Meister und gewannen 2011 in Moskau mit Silber bereits ihre erste Weltmeisterschaftsmedaille. Dabei erreichten sie eine Gesamtpunktzahl von beachtlichen 210,73 Punkten. Damit etablierten sie sich bereits als größte Herausforderer der dreifachen Weltmeister Aljona Savchenko und Robin Szolkowy.
Im Herbst 2011 gewannen Wolossoschar und Trankow mit Skate Canada ihren ersten gemeinsamen Grand-Prix-Wettbewerb. Auch bei der Trophée Eric Bompard waren sie siegreich. Beim Grand-Prix-Finale unterlagen sie äußerst knapp, um 0,18 Punkte, Savchenko und Szolkowy und stellten mit 212, 08 Punkten eine neue persönliche Bestleistung in der Gesamtleistung auf.
In verletzungsbedingter Abwesenheit ihrer Konkurrenten Savchenko und Szolkowy wurden Wolossoschar und Trankow in Sheffield erstmals Europameister.
Die Weltmeisterschaft 2012 in Nizza begann für die Russen mit einem ungewohnten Aussetzer. Im Kurzprogramm musste Trankow aus der Todesspirale aussteigen. Dies und weitere Fehler bedeuteten vorläufig nur Rang acht, der Abstand zu Savchenko und Szolkowy betrug beträchtliche 8,15 Punkte. In der Kür wurde es trotz alledem noch einmal unvermutet spannend. Wolossoschar und Trankow hatten nichts mehr zu verlieren und elektrisierten das Publikum mit ihrer kraftvollen und fehlerfreien Kür zur Filmmusik von Black Swan.
Savchenko und Szolkowy blieben dagegen nicht fehlerfrei und verloren so fast ihren ganzen Vorsprung auf die Russen. Am Ende fehlten Wolossoschar und Trankow lediglich 0,11 Punkte auf den Titel.
2013 konnten Trankow und Wolossoschar ihren Titel bei der Eiskunstlauf-Europameisterschaft in Zagreb erfolgreich verteidigen und verwiesen dabei das deutsche Paar Savchenko und Szolkowy auf Platz zwei. Bei der Weltmeisterschaft im kanadischen London wurden Wolossoschar und Trankow erstmals Weltmeister. Dabei erzielten sie einen Punkteweltrekord in der Kür und der Gesamtleistung.
Bei den Olympischen Winterspielen 2014 gewann das Paar die Goldmedaille.
Trankow und Wolossoschar sind auch privat ein Paar und seit August 2015 verheiratet.

## Ergebnisse

### Paarlauf
(bis 2010 mit Marija Muchortowa, danach mit Tatjana Wolossoschar)
| Meisterschaft / Wintersaison   | 2004  | 2005  | 2006  | 2007  | 2008  | 2009  | 2010  | - | 2011  | 2012  | 2013  | 2014  |
| ------------------------------ | ----- | ----- | ----- | ----- | ----- | ----- | ----- | - | ----- | ----- | ----- | ----- |
| Olympische Winterspiele        |       |       |       |       |       |       | 7.    |   |       |       |       | 1.    |
| Weltmeisterschaften            |       |       | 12.   | 11.   | 7.    | 5.    | 4.    |   | 2.    | 2.    | 1.    |       |
| Europameisterschaften          |       |       |       |       | 2.    | 3.    | 3.    |   |       | 1.    | 1.    | 1.    |
| Juniorenweltmeisterschaften    | 3.    | 1.    |       |       |       |       |       |   |       |       |       |       |
| Russische Meisterschaften      |       |       | 3.    | 1.    | 2.    | 2.    | 2.    |   | 1.    |       | 1.    |       |
| -                              |       |       |       |       |       |       |       |   |       |       |       |       |
| Grand-Prix-Wettbewerb / Saison | 03/04 | 04/05 | 05/06 | 06/07 | 07/08 | 08/09 | 09/10 | - | 10/11 | 11/12 | 12/13 | 13/14 |
| Grand-Prix-Finale              |       |       |       |       |       | 6.    | 4.    |   |       | 2.    | 1.    |       |
| Skate America                  |       |       |       | 5.    |       | 3.    |       |   |       |       | 1.    | 1.    |
| Skate Canada                   |       |       | 7.    |       |       |       | 2.    |   |       | 1.    |       |       |
| Trophée Eric Bompard           |       |       |       |       | 3.    | 2.    | 1.    |   |       | 1.    |       |       |
| Cup of Russia                  |       | 6.    | 4.    | 7.    | 4.    |       |       |   |       |       | 1.    |       |
| NHK Trophy                     |       |       |       |       |       |       |       |   |       |       |       | 1.    |